# Furosemidă
Furosemidul sau furusemida este un medicament diuretic de ansă folosit în tratamentul insuficienței cardiace congestivă și edem. Se mai utilizează în tratamentul hipertensiunii arteriale. Este comercializat pe scară largă de către Sanofi-Aventis sub denumirea de Lasix. Căile de administrare disponibile sunt orală, intravenoasă și intramusculară.
Molecula a fost patentată în 1959 și a fost aprobată pentru uz medical în anul 1964. Se află pe lista medicamentelor esențiale ale Organizației Mondiale a Sănătății. Este disponibil sub formă de medicament generic.

## Utilizări medicale
Furosemida este indicată în:
- urgențe cardiace, mai exact edem pulmonar acut;
- criză hipertensivă;
- insuficiență cardiacă congestivă;
- edeme din ciroza hepatică sau afecțiuni renale;
- insuficiența renală acută cu oligurie;
- hipercalcemie

Torasemida pare a fi o alternativă mai sigură la furosemidă.